# Демин, Альберт Андреевич
Альберт Андреевич Демин (10 августа 1934, Казатин, Винницкая область, УССР, СССР — 13 января 2023, Екатеринбург) — Заслуженный тренер РСФСР (1976) и СССР (1984) по конькобежному спорту.
Старший тренер СДЮСШ Спортклуба «Энергия» ПО ТМЗ (Турбомоторный завод), тренер мужской молодёжной сборной СССР (1981-83 гг.), тренер национальной сборной мужчин-многоборцев (1984-86 гг.), старший тренер экспериментальной региональной сборной олимпийского резерва при Спорткомитете СССР (Свердловск, 1986-91 гг.), член сборной команды Хабаровского края по мотокроссу (1954-57 гг.), участник всесоюзных соревнований по мотоспорту.
Кавалер ордена «Знак Почёта» и знака ЦК ВЛКСМ «Спортивная доблесть» (1984 г.)

## Биография
В 1956 году прошёл годичные курсы пилотов планера при Хабаровском аэроклубе ДОСААФ.
Окончил факультет физвоспитания и спорта Хабаровского государственного педагогического института (ФВиС ХГПИ).
После окончания обучения, с 1960 по 1962 год являлся сотрудником Управления Комитета Государственной Безопасности (УКГБ) по Свердловской области.
В период с 1963 по 1970 гг. работал учителем физкультуры в школе № 1, а затем руководителем физвоспитания в горно-керамическом техникуме(БГКТ), г. Богданович(Свердловская область).
С 1981 года Альберт Демин начинает работать тренером мужской молодёжной сборной СССР. В 1984 году становится тренером национальной сборной мужчин — многоборцев, в 1986 году ― старший тренер экспериментальной региональной сборной олимпийского резерва при Спорткомитете СССР.
Среди воспитанников Демина А. А. два олимпийских чемпиона:
Евгений Куликов — заслуженный мастер спорта, олимпийский чемпион на дистанции 500 метров в 1976 г., Инсбрук (Австрия), серебряный призёр Олимпийских игр 1980 г., Лейк-Плэсид (США), многократный рекордсмен мира, первый в мире разменявший 38 и 37 секунд в беге на 500 м.
Игорь Малков — заслуженный мастер спорта, олимпийский чемпион на дистанции 10 000 метров и серебряный призёр на дистанции 5 000 метров в 1984 г. Сараево (Югославия), первый в мире преодолевший 10000 м быстрее 14 минут (13.54.81 сек.) Рекордсмен мира. За всю историю мировых коньков он самый молодой (19 лет) победитель на десятикилометровке и пока единственный российский конькобежец выигравший эту дистанцию за всю историю отечественного конькобежного спорта.
Евгений Куликов и Игорь Малков были единственными представителями школы конькобежного спорта Свердловской области, одержавшими победы на Олимпийских играх.
Среди других воспитанников Демина А. А. группа мастеров спорта международного класса. Наиболее известны:
Евгений Маринченко — член национальной сборной СССР 1975—1976 гг.;
Олег Павлов — участник Олимпийских Игр в Лилле-Хаммере 1994 г., Норвегия, мастер спорта международного класса;
Андрей Бобров — участник Олимпийских игр в Сараево, Югославия 1984 г., чемпион мира среди юниоров 1983 г.;
Андрей Мантуров — мастер спорта международного класса;
Нелли Вахрамеева — серебряный призёр Олимпийских игр в Москве 1980 г., в составе сборной СССР по хоккею на траве;
Жанна Балдина-Караваева — выигрывавшая Кубок страны и др.
Демин А. А. автор серии тренажеров для силовой, функциональной и технической подготовки конькобежцев, технологий доводки, ремонта коньков.
Скончался 13 января 2023 года. Похоронен в Богдановиче.